# Out of Frequency
Out of Frequency er det andet studiealbum fra det danske poprockband The Asteroids Galaxy Tour. Det blev udgivet den 31. januar 2012. Musikmagasinet GAFFA gav albummet fem ud af seks stjerner, mens AllMusic gav fire ud af fem stjerner.

## Spor
1. "Gold Rush Pt. I" - 1:05
2. "Dollars In The Night" - 1:59
3. "Gold Rush Pt. II" - 1:39
4. "Major" - 3:58
5. "Heart Attack" - 3:51
6. "Out Of Frequency" - 4:34
7. "Cloak & Dagger" - 4:07
8. "Arrival Of The Empress (Prelude)" - 0:42
9. "Theme From 45 Eugenia" - 5:24
10. "Mafia" - 4:09
11. "Ghost In My Head" - 4:37
12. "Suburban Space Invader" - 4:26
13. "Fantasy Friend Forever" - 3:15
14. "When It Comes To Us" - 3:30